# Madame Figaro
Madame Figaro — французький журнал-додаток до щоденної газети Le Figaro, що охоплює моду і жіночу проблематику. Виходить у суботу.

## Тематика журналу
Видання присвячене тенденціям краси і моди. Редакція створила дизайн для цільової аудиторії з високим рівнем доходів. Журнал має красиву зовнішню рекламу та публікації статей для знайомства читачів з поточними подіями.
Серед його постійних рубрик:
- Culture Madame (нові тенденції в моді і культурі);
- Rendez-vous Madame (суспільні події і місця);
- Mode/accessoires et beauté (модний одяг/аксесуари);
- Le Carnet de Stéphane Bern (рубрика журналіста Стефана Берна[fr]);
- Des pages Conversation (листи читачів);
- Week-end (як провести вихідні).

Мадам Фігаро не диктує умови існування в модному просторі, а пропонує жінкам живий і свіжий погляд на глянцевий світ, в якому кожна буде відчувати себе господинею.

## Історія
Перше видання було опубліковано 26 квітня 1980. Але перший випуск був приурочений до травня 1980 року. Мадам Фігаро була створена за ініціативою Роберта Ерсана, якого змінив Жан Проваст (творець французької жіночого одягу в журналі Marie Claire). Журнал отримав негайний успіх завдяки своєму різноманітному вмісту. Якість письма орієнтована на заможних читачів. Перша жінка-головний редактор журналу — Марі-Клер Паульс, дочка Людовика Паульсена.
Запуском Мадам Фігаро в 1980 році відмічено особливе дистанціювання від феміністського руху попереднього десятиліття (зокрема, від руху «лібералізації порнографії», яке мало на меті захопити владу від домінуючих моральних і релігійних організацій). Мадам Фігаро має свої витоки у вигляді однієї сторінки характеристик, що з'являються в журналі Фігаро, тому що більшість читачів журналу становили жінки. У журналі описується культура і мистецтво життя. Le Figaro публікує ряд інших додатків, кожне в певний день тижня, наприклад, економічні новини, доповнення для його Паризьких читачів, і так далі.
Мадам Фігаро присвячена виключно темам, цікавим читачкам. Це включає такі високо обговорювані теми 1980-х років, як: сексуальні відносини між чоловіками і жінками; прагнення до рівності між чоловіками і жінками, до подальшої жіночої емансипації; як зробити успіх родини під час шлюбу; діти та міцні сім'ї.
Мадам Фігаро — основний транспорт ідей жінок, які одночасно є лібералами і консерваторами, з початку 1980-х років. Важливою частиною змісту Мадам Фігаро полягає в його націленості на зміцнення жіночих кар'єр і складні традиційні уявлення про роль жінок у суспільстві. Мадам Фігаро був одним з перших журналів, що публікують новини і повноцінні статті на тему становища жінок в інших країнах, використовуючи власних журналістів. Основним змістом є світ моди, краси і дизайну. Статті обговорюють елегантність даних тем і критичний погляд фахівців моди. Все це — відмінні риси презентації моди в Мадам Фігаро.
Культура літератури, історії, а також музики займає важливе місце в Мадам Фігаро. Журнал мав багато статей про французьких знаменитостей, таких як Жан Жіоно, Жан Ануй, а також Rolling Stones і Боб Ділан.
У 1990-х Мадам Фігаро стала видаватися в кількох інших країнах, таких як Японія і Туреччина, відповідно до тенденції глобалізації жіночих журналів.
Мадам Фігаро публікується досі. Вона як і раніше виходить як суботній додаток до видання Le Figaro.

## Мадам Фігаро сьогодні
Журнал опублікував інтернет-видання в додаток до свого папірпаперового видання. Частина змісту Мадам Фігаро доступно безкоштовно в Інтернеті. Інтернет-видання також має декілька блогів, присвячених моді і красі. Додатком до Мадам Фігаро була створена Pocket-версія журналу.
Нинішній директор видання (з 2012 р) — Анн-Флоренція Шмітт. Журнал має два головних редактора: Ніколь Пікар (мода) і Бланш Рівал (журнал).

## Відомі колишні автори
- Принцеса Монако Грейс
- Женев'єв Геннарт
- Елізабет Гассьер
- Марі-Домінік Сассін
- Констанс Понятовський
- Крістін Клерк[fr]

## Grand prix de l'héroïne Madame Figaro
Grand prix de l'héroïne Madame Figaro (Літературний гран-прі героїні Мадам Фігаро) присуджується щорічно з 2006 року письменнику, який своєю творчістю вніс вагомий внесок у біографію жанру.

### Лауреати

#### Категорія«Роман»
- 2014: Лола Лафон, La petite communiste qui ne souriait jamais
- 2013: Марі Ндіайе, Ladivine
- 2012: Дельфін де Віган, Rien ne s'oppose à la nuit
- 2011: Марі Деплешан і Ая Сіссоко, Danbé
- 2010: Хеді Каддурі, Savoir-vivre
- 2009: Коломба Шнек, Val de Grâce
- 2008: Марина Брамлі, Festin de miettes
- 2007: Анна Вяземськи, Jeune fille
- 2006: Марі Белльдоу, Un peu de désir sinon je meurs

#### Категорія«Біографія»
- 2014: Анрі Гогауд, Le roman de Louise
- 2013: Мадлен Мальро, Avec une légère intimité
- 2012: Катель і Боке, Olympe de Gouges
- 2011: Надін Сатьят, Gertrude Stein
- 2010: Виолан Біне, Diane Arbus
- 2009: Жаклін Месниль-Амар, Ceux qui ne dormaient pas
- 2008: Марі-Домінік Лельев, Sagan à toute allure
- 2007: Домінік Бона, Camille et Paul, la passion Claudel
- 2006: Енджі Девід, Dominique Aury

#### Категорія «Зарубежнійроман»
- 2014: Марджорі Селона, Y
- 2013: Джеффрі Евгенідіс, Le roman du mariage
- 2012: Девід Гроссман, Une femme fuyant l'annonce
- 2011: Джойс Керол Оутс, Petite sœur, mon amour
- 2010: Катерина Бонвічіні, L'Équilibre des requins

## Зірки в Мадам Фігаро[5]
- Дар'я Вербова
- Коко Роша
- Моніка Беллуччі
- Тоні Гаррн
- Лана Дель Рей
- Саскія де Брау
- Леді Гага
- Діана Крюгер
- Меган Фокс
- Карл Лагерфельд
- Шелбі Кітон
- Ольга Куриленко
- Пенелопа Крус
- Шарліз Терон
- Міша Бартон
- Різ Уізерспун
- Маріон Котійяр
- Елізабет Херлі
- Юлія Візгаліна
- Франсуа Озон
- Крістіна Орбакайте

## Цікави факти
Головний редактор журналу «Мадам Фігаро» Жан-Себастьян Стелі вийшов на площу республіки, де проходить масова акція в пам'ять про жертви теракту в редакції «Шарлі Ебдо» і взяв у ній участь.